# Couvent des Carmélites de Châtillon-sur-Seine
Pour les articles homonymes, voir Couvent des Carmélites.
Le couvent des Carmélites de Châtillon-sur-Seine est un couvent, aujourd'hui désaffecté, situé dans la commune française de Châtillon-sur-Seine en Bourgogne-Franche-Comté, dans le département de la Côte-d'Or.
Fondé en 1662 il reste en activité jusqu'à la Révolution. Réhabilité en logements au XIXe siècle, il est inscrit à l'inventaire des Monuments historiques par arrêté du 13 juin 1996.

## Localisation
L'abbaye se situe dans le quartier Saint-Nicolas au sud-est de l'agglomération

### Les temps modernes
Le couvent des carmélites de Châtillon-sur-Seine est fondé en 1622. Des achats successifs de 1625 à 1661, permettent son agrandissement.
En raison de la vétusté de la chapelle, une nouvelle église, au dôme comparable à celui du Val-de-Grâce, est édifiée entre 1708 et 1718. La Révolution chasse les religieuses en 1792.

### La laïcisation des lieux
La mairie s’y installe de 1795 à 1820. À cette date les anciens bâtiments conventuels, qui comprennent encore deux galeries de cloître et des salles voûtées, sont vendus en lots et réhabilités en logements.
Le lot comprenant l'église ne  trouvant pas preneur, il est affecté en 1821 au tribunal. Les travaux d’aménagement nécessaires qui entraînent la destruction du dôme et du clocher s'achèvent en 1842.

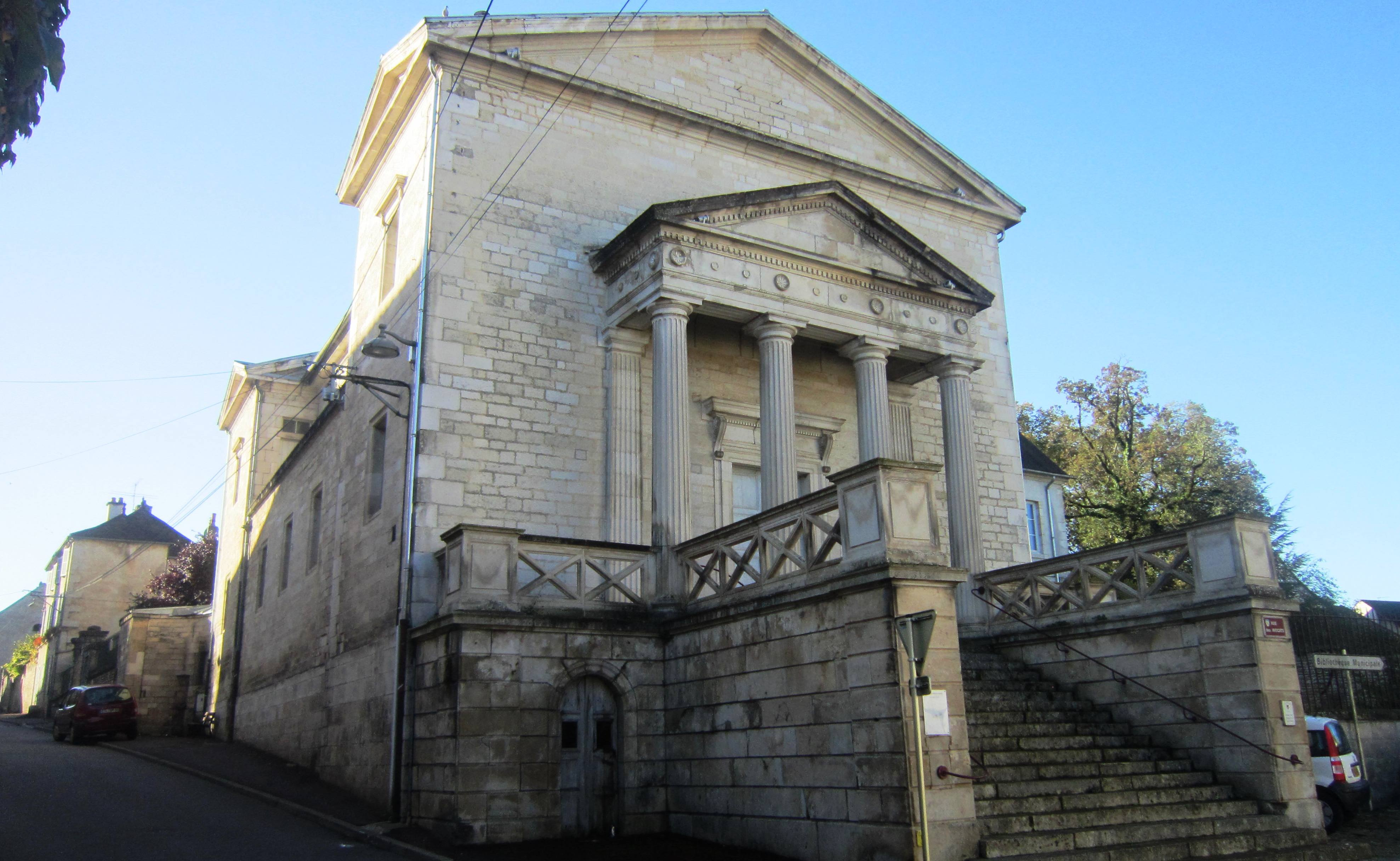
L'ancienne église devenue tribunal

### Sources et bibliographie
- Archives nationales, Baux et terriers 1663-1707 - S 3234 à S 3238.
- Bartholomaeus Hauréau, Gallia christiana : in provincias ecclesiasticas distributa…, t. XIV, Firmin Didot, 1856, [lire en ligne]
- Hugues Du Tems,  Le clergé de France, ou tableau historique et chronologique ..., A Paris chez Brunet, 1775, t.IV, p. 533-536.